# 今泉八坂神社
今泉八坂神社（いまいずみやさかじんじゃ）は、栃木県宇都宮市の中心部にある神社。正式名称は八坂神社（やさかじんじゃ）。旧社格は村社。
須佐之男尊（スサノオノミコト）を主祭神とし、国常立尊、天照大神、菅原道真を配神とする。

## 歴史
康平6年（1063年）、当時の宇都宮城城主・藤原宗円（宇都宮氏の祖）が本丸を築城の際、鬼門の鎮護として奥州街道の出入口に当たる今泉の地に神明宮を建立したのが始まりである。その後、明治43年（1910年）4月に宇都宮市博労町の八坂神社を合祀し、社号を現在の『八坂神社』と改称した。平成10年（1998年）から社殿の改修を行い、平成12年（2000年）には遷座祭が行われた。平成28年（2016年）に神楽殿を改修。

## 祭事
- 歳旦祭 - 1月1日
- 厄除祈祷式 - 1月下旬から2月上旬
- 節分祭 - 2月3日
- 春祭（太々神楽） - 2月の最終日曜日
- 名越大祓式 - 6月30日
- 天王祭（例大祭） - 7月15日から19日
- 秋祭（太々神楽） - 11月23日
- 大祓式 - 12月31日
- 一日参り - 毎月1日の午前6時から

## 補足
- 春祭、秋祭で奉納される太々神楽は1968年（昭和43年）に宇都宮市の無形文化財に指定された。2003年（平成13年）2月にはうつのみや百景に選定された[1]。江戸時代に神田明神から伝わった。出雲流神楽。
- 天王祭の飾物は宝暦年間から始まり、神輿は明治時代に彫り物師の磯辺義兵衛によって作られた。
- 名越大祓は、一般的には夏越大祓と表記するが、今泉八坂神社では名越大祓と表記する[2]。
- 平成10年の社殿改修では伊勢神宮から用材を賜った。
- 神明水という湧き水がある[3]。